# Skeatia mysorensis
Skeatia mysorensis là một loài tò vò trong họ Ichneumonidae.